# Пасечная улица (Львов)

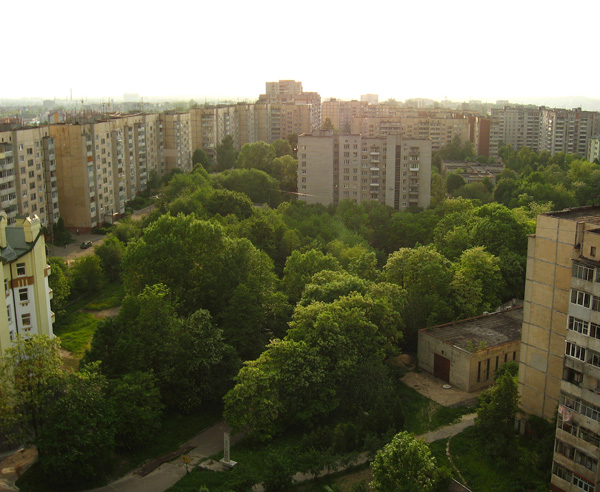
Вход в парк «Погулянка» на пересечении улиц Пасечной и Джорджа Вашингтона

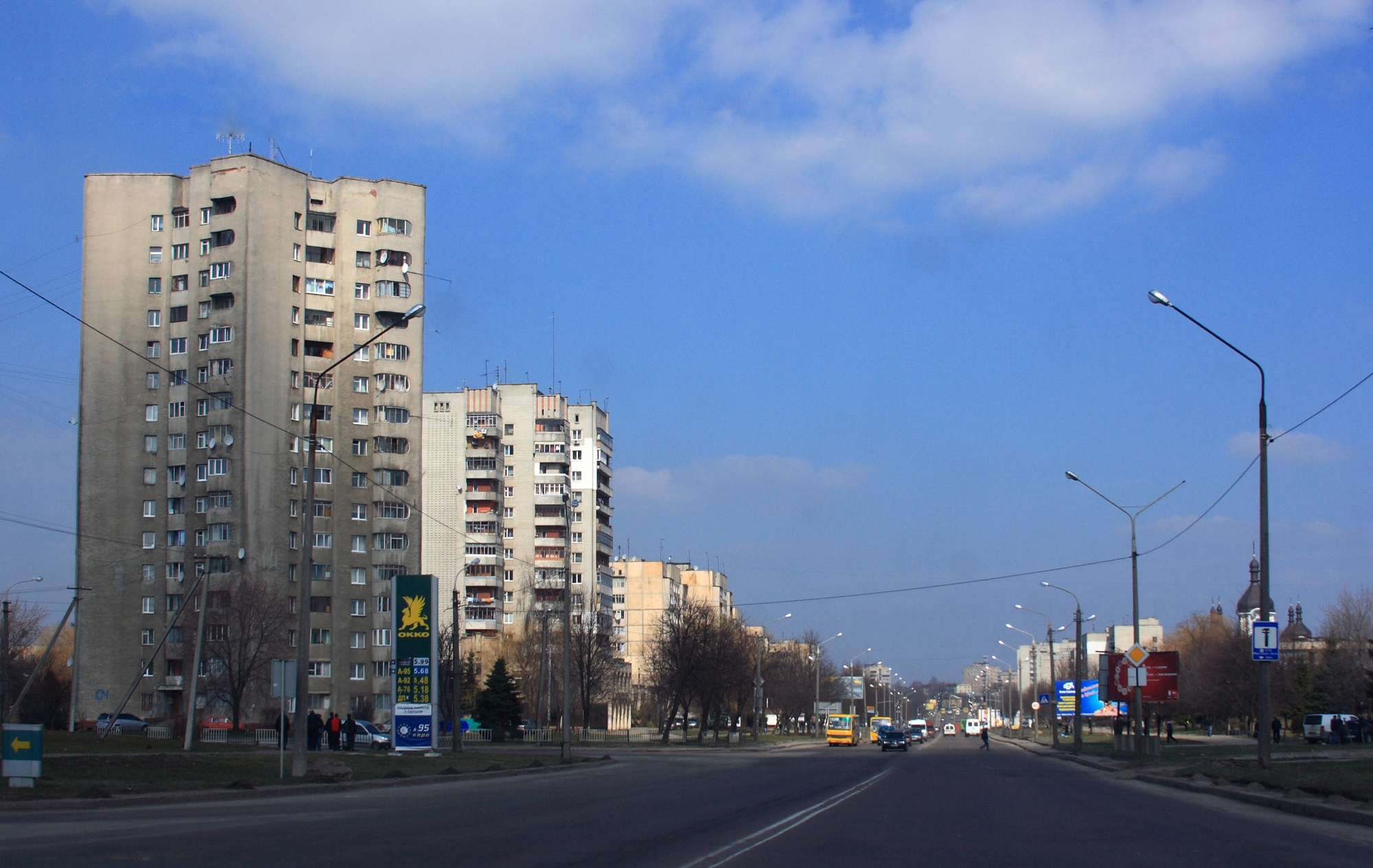
Окончание Пасечной улицы

Па́сечная улица — улица в Лычаковском и Сыховском районах Львова. Идёт от Лычаковской улицы до перекрёстка Зелёной и Луганской улиц.

## История
Название получила от пасек, устроенных здесь львовскими жителями в XVI в. Местность называлась «Пасека» ещё до появления улицы. Официальное название Пасечная дорога улица получила в 1871 году. Тогда она доходила до перекрёстка с улицей Медовой Пещеры. Во время немецкой оккупации, в январе 1943 года, улица была переименована в Остринг с присоединением второго участка по нынешней Зелёной улице. В июле 1944 года оба участка вновь получили различные названия Пйонтакув и Пасечная, соответственно. В 1946 эти улицы были объединены в одну, а в 1964 году улица получила название проспект Ленинского Комсомола. Название Пасечная возвращено в 1990 году.
В 1952 году на месте захоронений солдат русской армии времён Первой мировой войны сооружён мемориальный комплекс «Холм Славы» (архитекторы Анатолий Натальченко, Генрих Швецко-Винецкий, Иван Персиков, скульпторы Михаил Лысенко и В. Форостецкий). В 1960 здесь был перезахоронен советский разведчик Николай Кузнецов. Надгробие выполнено по проекту архитектора Михаила Федика и скульптора Валентина Подольского. Рядом с мемориалом в переоборудованном здании школы был открыт музей «Холм Славы». Открытие приурочено к 40-летию присоединения Западной Украины к Советскому Союзу.
Около начало 1950-х годах началась первая волна застройки улицы малоэтажными жилыми домами по проектам Генриха Швецко-Винецкого, Павел Конт, Николай Микула, Олег Радомский и Людмилы Нивиной. Массовое строительство многоэтажного жилья началось в  середине 1970-х— по начало 1980-х годах (архитекторы Людмила Нивина, Любомир Королишин, Лариса Каменская, Петр Крупа). В 1970 году был разработан проект детальной планировки центральной части Львова, который исходил из прогноза о росте населения Львова к 2010 году до 1 млн жителей. Проект предусматривал воплощение «полицентрической системы центра города» (автор Ярослав Новакивский), на перекрестке нынешней Пасечной с Лычаковской улицей планировался дополнительный «подцентр» с серией общественных сооружений. Идея не была реализована.
В годы независимости построена церковь Благовещения Пресвятой Богородицы (УГКЦ), и началось строительство православной церкви по проекту Александра Матвиива.

## Здания
- № 129 — Львовская фабрика музыкальных инструментов «Трембита».